# 카미유 데물랭

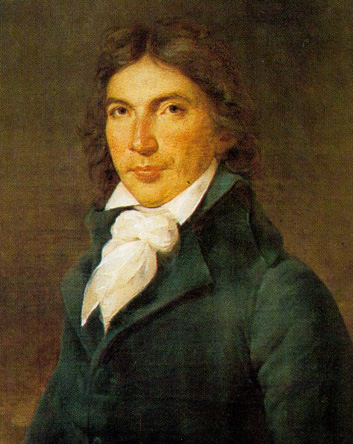
카미유 데물랭

카미유 데물랭(프랑스어: Lucie-Simplice-Camille-Benoît Desmoulins, 1760년 3월 2일 - 1794년 4월 5일)은 프랑스 혁명 당시 혁명파의 저널리스트이다. 조르주 당통과 친분이 깊었으며, 동료이기도 했다. 그러나 반혁명파에 대한 관용을 주장하다 공포정치의 칼날 속에서 처형을 당한다.

## 생애
피카르디 지방에서 태어나 파리의 루이 르 그랑 고등학교(Lycée Louis le Grand)에서 로베스피에르와 동급생이었다. 우수한 학생으로 변호사를 개업했지만, 유명세가 없었기 때문에 생활은 궁핍했다. 또한 말을 더듬는 것으로 알려져 있다.
1789년, 경제 장관 자크 네케르의 파면 시 팔레 로얄 광장에서 “무기를 들어라”라는 연설을 하여 파리 시민의 봉기를 촉구했다.
1790년 12월 29일에는 7년 넘게 연애를 해온 뤼실 두플레시와 결혼했다. 옛 친구인 로베스피에르에 맞서 조르주 당통과 함께 반혁명파에 대한 관용을 주장했다. 그것이 원인이 되어, 당통파로 몰려 처형 당했다.